# Ezra Koenig
Ezra Koenig (* 8. dubna 1984) je americký hudebník (zpěvák, hráč na kytaru a klávesové nástroje). Narodil se do židovské rodiny v New Yorku. Studoval na Kolumbijské univerzitě, kde jeho specializací byla anglická literatura. Později působil jako učitel angličtiny. Během studií na univerzitě se seznámil se třemi dalšími hudebně zaměřenými studenty a založil s nimi skupinu Vampire Weekend. Rovněž hrál s kapelou Dirty Projectors. Dále se podílel například na albu LP púrojektu Discovery, což byl projekt Rostama Batmanglije, dalšího člena Vampire Weekend. Rovněž přispěl na album Free the Universe skupiny Major Lazer. Jako spoluautor a spoluproducent se podílel na písni „Hold Up“ z alba Lemonade zpěvačky Beyoncé. Je autorem animovaného seriálu Neo Yokio.